# Nationale Confederatie van de Middenstand
De Nationale Confederatie van de Middenstand (NCM), in het Frans: Confédération des Classes Moyennes de Belgique (CCMB), is een voormalige Belgische katholieke middenstandsfederatie.

## Historiek
De organisatie werd opgericht in 1935 als Christelijk Middenstandsverbond van België (CMVB, in het Frans Fédération Chrétienne des Classes Moyennes de Belgique - FCCM). De geschiedenis van de organisatie gaat echter terug tot maart 1927 toen het Gents Provinciaal Middenstandssecretariaat onder leiding van Fernand van Ackere besloot de Christelijke Landsbond van de Belgische Middenstand (CLBM) te verlaten. Samen met onder andere Paul Crokaert ondernam hij vervolgens pogingen om tot een nieuwe katholieke middenstandsfederatie te komen. Hij werd daarin echter tegengewerkt door Alfons Jacobs, proost van de CLBM.
Na de ondergang van de middenstandsbanken van Leuven en Boom kwam het tot een toenadering tussen beide groepen en werden er op 13 december 1932 gesprekken opgestart. Deze resulteerden op 28 maart 1933 in een voorlopig akkoord en de vorming van een leidend centraal comité. Het zou nog duren tot juli 1934 voor de centrale raad voor het eerst werd samengeroepen met Paul Crockaert als voorzitter, Alfons Jacobs als secretaris en Fernand van Acker als ondervoorzitter. Vervolgens was het wachten tot augustus 1935 op de eerste statuten van de organisatie. In november van dat jaar werd het eerste CMVB-programma voorgesteld en vervolgens op 10 februari 1936 voorgelegd aan toenmalig premier Paul van Zeeland. Het zou grotendeels worden overgenomen in de daaropvolgende kiescampagne van het Katholiek Verbond van België. Desalniettemin bleef de verdeeldheid tussen beide fracties bestaan en zou het CMVB een eerder vrijblijvend politiek overlegorgaan blijven tot 1942, toen de CLBM werd ontbonden. In september van dat jaar werd door de Duitse bezetter de ontbinding van alle vrije patronale organisaties bevolen.
Kort na de bevrijding vond op 16 september 1945 de eerste vergadering plaats. Een nieuwe naam werd aangenomen, het Nationaal Christelijk Middenstandsverbond (NCMV, in het Frans Fédération Nationale Chrétienne des Classes Moyennes - FNCCM). Het secretariaat werd gevestigd in de Kogelstraat, van waaruit ook de redacties van de reeds in november 1944 opgestarte ledenbladen De Middenstand en La Vie Professionnelle opereerden. Het kwam echter al snel tot enerzijds een organisatorische en anderzijds een politiek-communautaire tegenstelling binnen de beweging. Zo was er de groep rond Fernand van Ackere die het zwaartepunt van de organisatie bij de provinciale bonden wou leggen en de groep rond de Vlaamse proosten Jules Colpaert en Jozef Fruytier die ijverden voor een versterking van het nationale organisatie. Op politiek vlak stonden de Vlamingen een nauwe samenwerking van het verbond met de CVP voor, terwijl in Wallonië de voorkeur uitging naar een zo min mogelijk christelijk profiel. Deze tegenstelling leidde er toe dat de Waalse vleugel in 1947 het "christelijke" uit haar naam schrapte en zich herdoopte tot de Fédération Nationale des Classes Moyennes (FNCM). Kort daarop, in mei 1948, volgde de ontbinding van de unitaire organisatie. In september van datzelfde jaar nam de Vlaamse vleugel vervolgens eigen statuten aan.
Desondanks kon Fernand van Ackere beide secties overtuigen om alsnog een landelijke koepel te behouden, wat leidde tot de oprichting van de Nationale Confederatie van de Middenstand (NCM) met Fernand van Acker als voorzitter. In februari 1954 kwam (vermoedelijk) de laatste vergadering van deze organisatie samen.

## Structuur

### Bestuur
| Tijdspanne                                        | Voorzitter                                        |
| Christelijk Middenstandsverbond van België (CMVB) | Christelijk Middenstandsverbond van België (CMVB) |
| ------------------------------------------------- | ------------------------------------------------- |
| 1935 - 1945                                       | Paul Crokaert                                     |
| Nationaal Christelijk Middenstandsverbond (NCMV)  |                                                   |
| 1945 - 1948                                       | Fernand van Ackere                                |
| Nationale Confederatie van de Middenstand (NCM)   |                                                   |
| 1948 - 1954                                       | Fernand van Ackere                                |

| Tijdspanne                                        | Secretaris                                        |
| Christelijk Middenstandsverbond van België (CMVB) | Christelijk Middenstandsverbond van België (CMVB) |
| ------------------------------------------------- | ------------------------------------------------- |
| 1940 - 1945                                       | Justin Houben                                     |
| Nationaal Christelijk Middenstandsverbond (NCMV)  |                                                   |
| 1945 - 1947                                       | Justin Houben                                     |
| 1947 - 1948                                       | Fons Margot                                       |